# تگزاس بتل
استپلس بتل (انگلیسی: Texas Quency Battle؛ زادهٔ ۹ اوت ۱۹۸۰) یک هنرپیشه اهل ایالات متحده آمریکا است.

## گزیده فیلمشناسی
از فیلم‌ها یا برنامه‌های تلویزیونی که وی در آن نقش داشته‌است می‌توان به آثار زیر اشاره کرد.
- مربی کارتر (۲۰۰۵)
- مقصد نهایی ۳ (۲۰۰۶)
- پیچ اشتباه ۲: بن‌بست (۲۰۰۷)
- جسور و زیبا (۲۰۰۸–۱۳)
- دراگون‌بال اوولوشن (۲۰۰۹)
- غارتگران (۲۰۱۶)